# Certyfikat Bezpieczeństwa Pożarowego
Certyfikat Bezpieczeństwa Pożarowego – dokument, który potwierdza zgodność produktów z przepisami bezpieczeństwa pożarowego w Federacji Rosyjskiej.
Funkcją certyfikatu zgodności z wymaganiami bezpieczeństwa pożarowego jest potwierdzenie zgodności produkcji z ustanowionymi przepisami bezpieczeństwa. W Rosji, certyfikat zgodności bezpieczeństwa pożarowego może zostać wydany, jeżeli produkty przeszły przez testy certyfikacyjne, po których ich właściciel otrzymał raport z badań służący za podstawę do wydawania certyfikatu. Dla każdego rodzaju produktu istnieją określone metody badań i wymagania, które opisane są w pożarowych przepisach technicznych dla każdego produktu.

## Proces certyfikacji
W artykule 146 ustawy federalnej № 123 są zapisane wszystkie produkty, które w obowiązkowym porządku muszą przejść poświadczenie na zgodność z wymaganiami ochrony przeciwpożarowej. Certyfikat zgodności bezpieczeństwa pożarowego nie jest formalnie wymagany dla wszystkich produktów, jednak klient (wnioskodawca) może przeprowadzić proces certyfikacji z własnej inicjatywy. Należy zauważyć, że taki proces uzyskiwania certyfikatu dobrowolnego nie różni się od procesu certyfikacji obowiązkowej.
Podczas uzyskiwania certyfikatu bezpieczeństwa pożarowego, jednostce certyfikującej powinien zostać dostarczony pakiet dokumentów, które są różne dla każdego rodzaju produktu. Certyfikacja przeprowadzana jest zgodne z normami przepisów technicznych obowiązujących dla każdego z produktów. Dla poświadczenia bezpieczeństwa pożarowego każdego rodzaju produktów potrzebne są:
- dane techniczne produktu,
- inne dokumenty techniczne dotyczące towaru, takie jak: paszport, rysunki, opis urządzeń lub konstrukcji,
- dokumenty statutowe.

Po dostarczeniu wszystkich potrzebnych dokumentów, organ, który wykonuje ocenę bezpieczeństwa produktów, dokonuje selektywnego odbioru próbek w celu przeprowadzenia badań. Wybrane próbki wysyłane są do laboratorium. Wyniki przeprowadzonych badań są rejestrowane w odpowiednim protokole, który służy za podstawę do podjęcia decyzji w sprawie upoważnienia do wydania certyfikatu. Na podstawie przyjętej decyzji, klient (wnioskodawca) otrzymuje certyfikat zgodności bezpieczeństwa pożarowego.

### Dokumenty, potrzebne do otrzymania certyfikatu bezpieczeństwa pożarowego
Wykaz dokumentów, które są wymagane do rejestracji certyfikatu bezpieczeństwa pożarowego:
- INN (numer identyfikacyjny podatnika z urzędu skarbu państwa),
- OGRN,
- kody statystyki,
- pierwsze trzy strony i ostatnia strona ze statutu przedsiębiorstwa,
- dokument własności lub umowa najmu pomieszczenia,
- dane techniczne (tylko wtedy, gdy produkty nie są wytwarzane zgodnie ze standardem GOST),
- dane bankowe przedsiębiorstw,
- oświadczenie.